# Исинское водохранилище
Исинское водохранилище (Исинский пруд) — водохранилище на реке Исе в Верхнесалдинском городском округе Свердловской области. Создано в 1878 году как заводской пруд для обеспечения водой Исинского листопрокатного завода.

## Общие сведения
Площадь 3 км², по другим данным 3,3 км². Верхний и нижний уровни воды 192 и 185 м, максимальная глубина 8 м, объём воды 12 млн м³.
Берега преимущественно пологие, поросшие густым смешанным лесом. На южном берегу расположена деревня Никитино, где в водохранилище впадает малая река Черемшанка. На водоёме расположены базы отдыха, детские лагеря, это популярное место рыбалки и отдыха. Водятся окунь, щука, налим, чебак.
Водохранилище является гидрологическим памятником природы.

## Данные водного реестра
По данным государственного водного реестра России, водохранилище относится к Иртышскому бассейновому округу, водохозяйственный участок реки — Тагил от города Нижний Тагил и до устья, речной подбассейн реки — Тобол. Речной бассейн реки — Иртыш.
Код объекта в государственном водном реестре — 14010501521411200010667.